# Carl Abraham Pihl

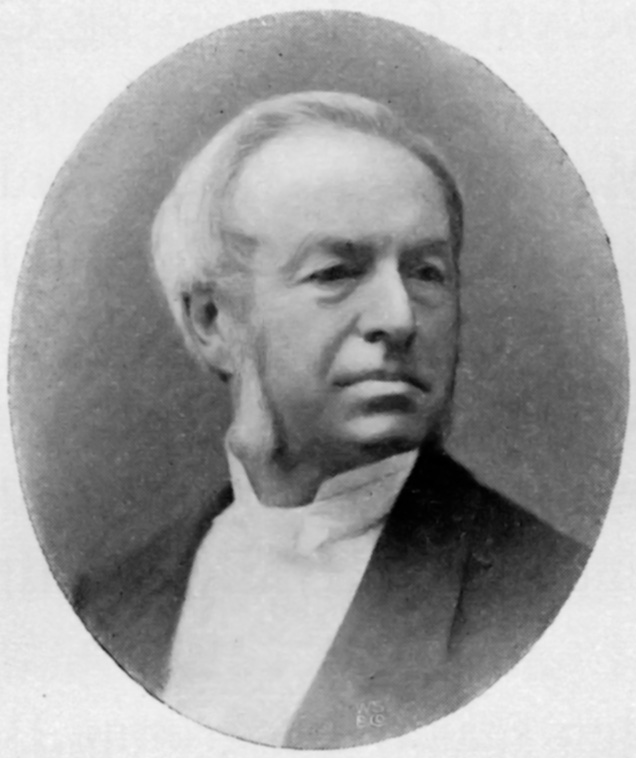
Carl Abraham Pihl

Carl Abraham Pihl (* 16. Januar 1825 in Stavanger; † 14. September 1897 in Christiania) war in der zweiten Hälfte des 19. Jahrhunderts der führende Eisenbahningenieur in Norwegen. 

## Leben
Pihl studierte Ingenieurwissenschaften am Chalmers-Institut in Göteborg und ging in den 40er Jahren des 19. Jahrhunderts nach England. Dort absolvierte er ein Praktikum bei Robert Stephenson und arbeitete später für Peter Bruff an einem Eisenbahnprojekt im Osten Englands. 1850 kehrte er nach Norwegen zurück und arbeitete am Bau der norwegischen Hauptbahn (Norsk Hoved-Jernbane) von Christiania (heute Oslo) nach Eidsvoll mit, die mit britischem Kapital und unter britischer Federführung realisiert wurde. Nach der Eröffnung der Bahn 1854 folgte ein weiterer Aufenthalt in England, wo er an verschiedenen Eisenbahn- und Hafenprojekten, hauptsächlich in Wales, arbeitete.
Wegen des Krimkrieges kehrte er 1856 endgültig in sein Geburtsland zurück und wurde dort zum Leitenden Ingenieur für den Eisenbahnbau ernannt. Der Bau der Hauptbahn hatte gezeigt, dass angesichts der schwierigen topographischen Verhältnisse und der dünnen Besiedlung des Landes eine Erschließung mit normalspurigen Bahnen nach europäischen Standard nicht finanzierbar war. Pihl unternahm deshalb Studienreisen nach Österreich und Deutschland und schlug vor, die neuen Bahnen in einer Spurweite von 3½ englischen Fuß oder 42 englischen Zoll zu bauen. Er war zu dieser Zeit der einzige norwegische Ingenieur mit Fachkenntnissen im Eisenbahnbau und so wurde sein Vorschlag umgesetzt.

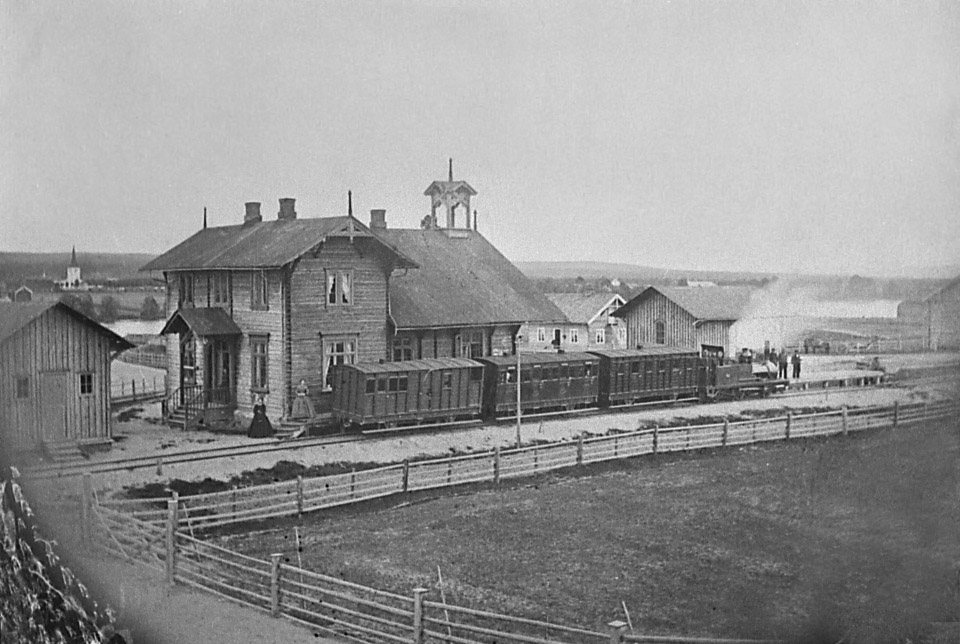
Der Bahnhof in Elverum um das Jahr 1870

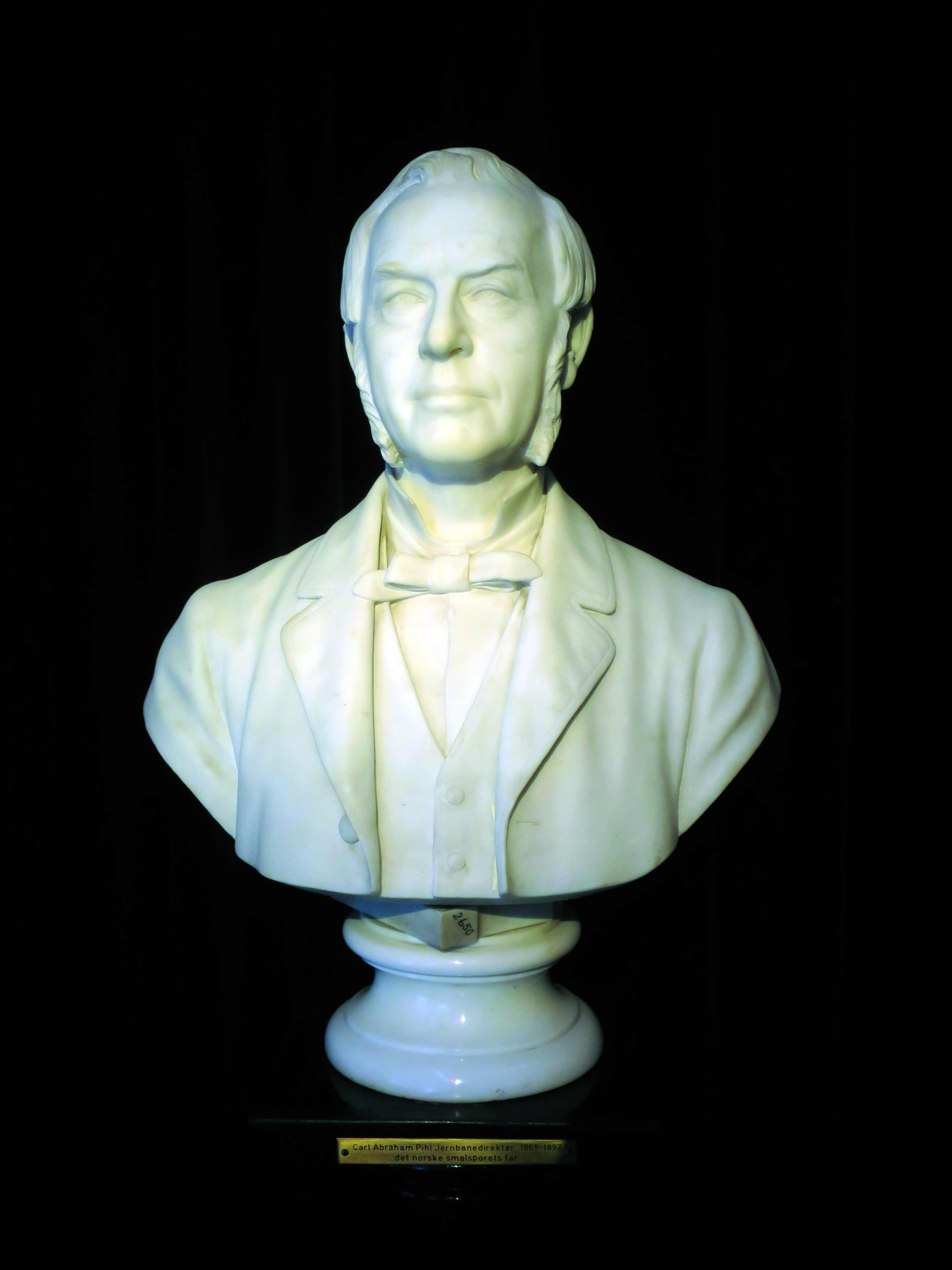
Büste im Norwegischen Eisenbahnmuseum, Hamar

Der Streckenabschnitt von Hamar über Elverum weiter zum sechs Kilometer nördlich gelegenen Grundset wurde als Hamar–Grundsetbanen als erste Eisenbahn unter Pihls Regie und als weltweit erste Bahn in der neuen Spurweite am 23. Juni 1862 eröffnet. Eine zweite Bahnverbindung in Schmalspur auf der Route von Trondheim nach Støren ging am 5. August 1864 in Betrieb. Die Erwartungen in die Bahn erfüllten sich, und so wurden – außer den nach Schweden führenden Strecken – bis zur Jahrhundertwende alle norwegischen Hauptbahnen nach diesem System gebaut.
Die von Pihl festgelegte Spurweite, die umgerechnet 1067 mm beträgt, wurde zunächst nach seinen Initialen als „CAP-Spur“ bezeichnet, später durch die sprachliche Ähnlichkeit und die häufige Verwendung in der südafrikanischen Kap-Provinz in Deutschland in die Schreibweise „Kapspur“, im Englischen – jedoch dort wenig gebräuchlich – „cape gauge“ umgewandelt.
Im Jahr 1883 wurde Pihl der erste Direktor der neu gegründeten Norges Statsbaner. Er blieb ein Verfechter der Schmalspurbahn in Norwegen, aus „der absoluten Überzeugung, dass diese Tage niemals kommen werden, soweit wir das absehen können, in denen unser Eisenbahnverkehr eine Art und einen Umfang erreichen wird, der die Normalspur besser oder billiger als die Schmalspur machen wird“.
Erst nach seinem Tod setzte sich die Erkenntnis durch, dass die Schmalspurbahnen dem mittlerweile stark angestiegenen Verkehr auf Dauer nicht gewachsen sein würden, und schon 1898 beschloss das norwegische Parlament, die Bergenbahn normalspurig zu bauen. Bis 1949 waren alle Hauptbahnen in Norwegen auf Normalspur umgebaut.